# Rynarzewo
Rynarzewo (deutsch Netzwalde, bis 1907 Rynarschewo, älter Rohrbruch) ist ein Dorf und ehemalige Stadt im Powiat Nakielski in der polnischen Woiwodschaft Kujawien-Pommern. Rynarzewo besaß von 1299 bis 1934 Stadtrechte. Das Dorf liegt etwa 7 km nordöstlich von Szubin (Schubin) und 14 km südwestlich des Stadtzentrums von Bydgoszcz (Bromberg), an der Mündung der Gansawka in die Netze.

## Geschichte

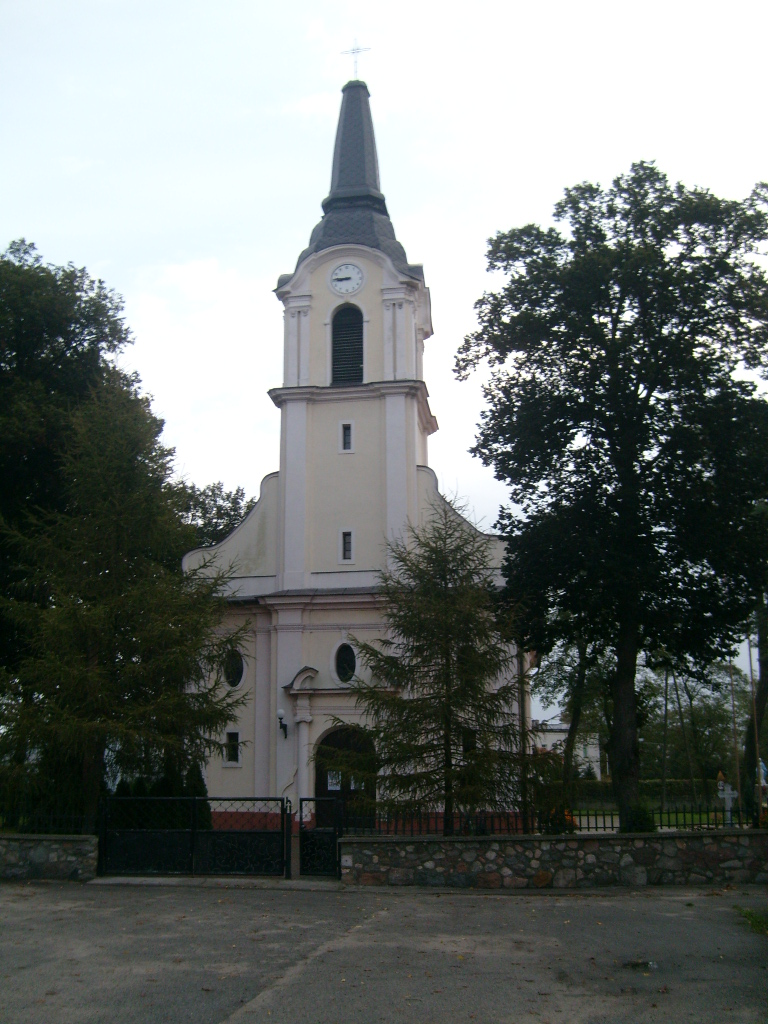
Katholische Pfarrkirche von Rynarzewo (Netzwalde)

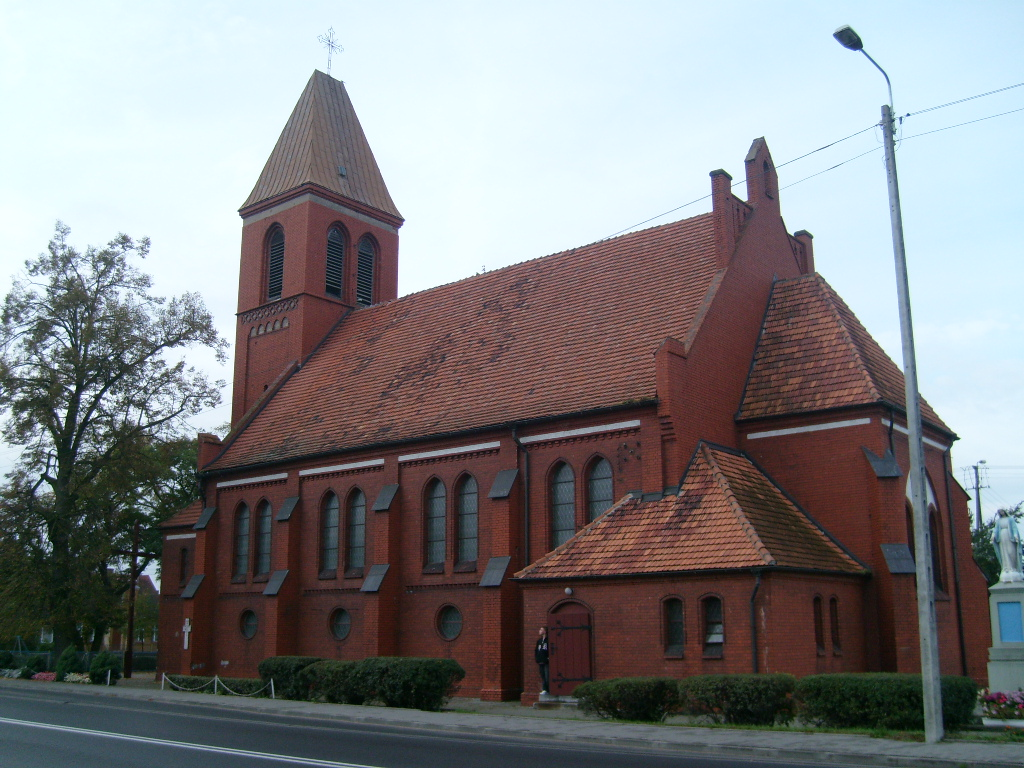
Ehemalige evangelische Kirche (heute katholische Kirche St. Stanislaus)

Am 11. November 1299 wurde ein gewisser Heinrich durch den polnischen Herzog Władysław I. Ellenlang dazu ermächtigt auf seinem Land Rynarzewo eine Stadt nach Neumarkter Recht anzulegen.
Die Stadt wurde 1458 während des dreizehnjährigen Krieges dazu verpflichtet zwei Soldaten zu stellen, was veranschaulicht, dass die Stadt nur sehr klein war. Die Stadt blieb bis ins 20. Jahrhundert eine Ackerbürgerstadt. Ab der Neuzeit gehörte die Stadt zur Herrschaft Labischin.
Durch die erste Polnische Teilung wurde die Stadt im Sommer 1772 unter dem damaligen deutschen Namen Rohrbruch dem Netzedistrikt im Königreich Preußen angegliedert. Während der Koalitionskriege gehörte die Stadt von 1807 bis 1815 zum Herzogtum Warschau, bevor sie durch den Wiener Kongress wieder an Preußen fiel. Die Stadt gehörte von nun an zum Kreis Schubin in der Provinz Posen.
Im Lauf des 19. Jahrhunderts setzte sich für die Stadt auch im Deutschen statt Rohrbruch der Name Rynarschewo durch. 1907 wurde der offizielle Name der Stadt von Rynarschewo zu Netzwalde geändert.
Nach dem Ersten Weltkrieg war die Stadt während des Posener Aufstands von Ende 1918 bis Anfang 1919 schwer umkämpft. Im Versailler Vertrag wurde die Stadt mit dem polnischen Korridor ohne Volksabstimmung der neugegründeten Republik Polen angeschlossen.
1934 verlor Rynarzewo das Stadtrecht. Nachdem das Deutsche Reich die Stadt 1939 beim Überfall auf Polen eroberte, wurde sie unter dem Namen Netzwalde dem neugegründeten Landkreis Altburgund im Reichsgau Wartheland völkerrechtswidrig angegliedert. Nach 1945 wurde die verbliebene deutschsprachige Bevölkerung nach Deutschland vertrieben.

## Bevölkerungsentwicklung
| Jahr | Einwohner | Anmerkungen                                                            |
| ---- | --------- | ---------------------------------------------------------------------- |
| 1788 | 439       | 62 Häuser                                                              |
| 1816 | 512       | 68 Feuerstellen, 322 Lutheraner, 176 Katholiken, 12 Juden              |
| 1837 | 798       | 90 Häuser, 1 katholische Kirche                                        |
| 1843 | 803       | katholische und evangelische Kirche                                    |
| 1858 | 1.031     | [ 1 ]                                                                  |
| 1861 | 761       | [ 1 ]                                                                  |
| 1885 | 718       | davon 426 Evangelische, 282 Katholiken und 10 Juden in 93 Wohngebäuden |
| 1905 | 856       | davon 449 Evangelische, 404 Katholiken und 3 Juden (378 Polen)         |

## Sehenswürdigkeiten
- Katholische Pfarrkirche St. Katharina, 1913 an Stelle einer älteren Kirche erbaut, mit barocker Ausstattung
- Katholische Kirche St. Stanislaus, bis 1945 evangelisch, 1899–1902 erbaut

## Wappen
Das seit dem 17. Jahrhundert belegte Wappen der ehemaligen Stadt zeigt in rotem Feld einen silbernen Fluss, an dem sich am höchsten Punkt ein goldenes Kreuz befindet.

## Söhne und Töchter der Stadt
- Paul Daubitz (1881–1951), deutscher Komponist